# Кубас (вокзал)
Кубас (англ. Kubas Station Building) — бывший вокзал в Карибибе, архитектурный памятник.

## История
Строительство вокзала было окончено в 1900 году. Материалом для его изготовления служил мрамор, добытый на мраморной шахте Карибиба. Стены и пол были сделаны из дерева.
15 июня 1983 года Кубас был признан Объектом Национального Наследия Намибии.
Вокзал находится на железнодорожной линии Свакопмунд—Виндхук. На сегодняшний день не используется.

## Галерея

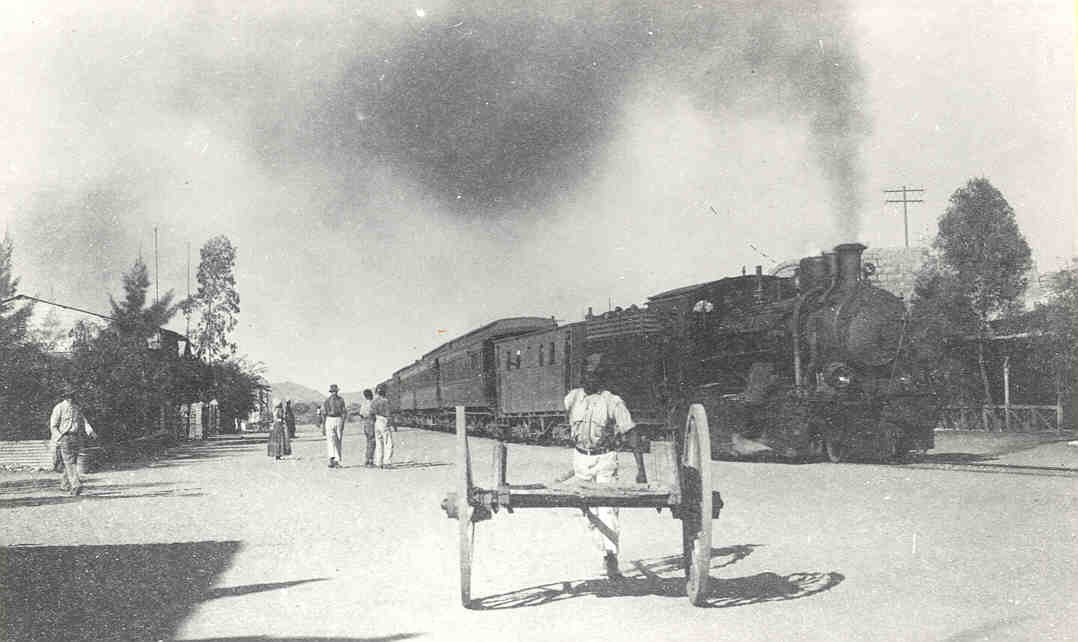
Вокзал Кубас в 1920 году